# Società Sportiva Lazio 1973-1974
Questa voce raccoglie le informazioni riguardanti la Società Sportiva Lazio nelle competizioni ufficiali della stagione 1973-1974.

## Stagione
Nella stagione 1973-1974 la Lazio ha vinto il suo primo titolo di campione d'Italia, lo ha ottenuto con 43 punti, davanti alla Juventus seconda con 41 punti, al terzo posto il Napoli con 36 punti, quarto l'Inter con 35 punti. Retrocedono in Serie B il Verona d'ufficio, il Foggia penalizzato ed il Genoa.
Lo scudetto sfiorato, ad appena un anno dal ritorno in A, accese la tifoseria. Nelle prime giornate di campionato, la squadra inseguì Napoli e Juventus per poi prendere il largo con 4 vittorie consecutive: la Lazio andò così in vetta il 23 dicembre. Un primo snodo importante fu il 17 febbraio 1974, nella partita contro i bianconeri: Chinaglia contribuì con una doppietta al 3-1, risultato che confermò le ambizioni dei romani. L'attaccante fu decisivo anche contro Cagliari e Napoli, con 5 reti che valsero altri 3 punti. Un ulteriore passo fu compiuto con l'Hellas Verona, gara vinta in rimonta da 1-2 a 4-2. Nel terzultimo turno, la sconfitta in casa del Torino rischiò di insidiare il primato: nella stessa domenica, tuttavia, la Roma fermò la Juventus (3-2). La combinazione di risultati rese decisiva la penultima giornata, in cui il Foggia venne ospitato nella capitale, tra le speranze dei tifosi. Un primo tempo votato all'attacco non sbloccò il punteggio, ma nella ripresa fu concesso un rigore ai laziali (per fallo di mano del foggiano Scorsa sul cross di Garlaschelli): Chinaglia trasformò il tiro dagli 11 metri, decidendo partita e scudetto. La Lazio iscrisse, per la prima volta, il suo nome nell'albo d'oro del Campionato. In Coppa Italia inserita nel secondo gruppo di qualificazione lo vince davanti a Brescia, Roma, Varese e Novara, nel girone finale B, vinto a sorpresa dal Palermo, la Lazio si piazza in quarta ed ultima posizione.

## Divise
La prima maglia è celeste con colletto e bordi delle maniche di colore bianco. I pantaloncini sono bianchi, cosiccome i calzettoni.
La seconda divisa è bianca con colletto e bordi delle maniche celesti.
| Casa | Trasferta |

## Organigramma societario
Area direttiva
- Presidente: Umberto Lenzini

Area organizzativa
- Segretario: Fernando Vona
- Team manager: Luigi Bezzi

Area tecnica
- Direttore sportivo: Antonio Sbardella
- Allenatore: Tommaso Maestrelli
- Allenatore in seconda: Roberto Lovati

Area sanitaria
- Medico sociale: Renato Ziaco
- Massaggiatori: Luigi Trippanera, Armando Esposito

## Rosa
| N. |                   | Ruolo | Calciatore          |
| -- | ----------------- | ----- | ------------------- |
|    | Italia (bandiera) | P     | Giuseppe Avagliano  |
|    | Italia (bandiera) | P     | Avelino Moriggi     |
|    | Italia (bandiera) | P     | Felice Pulici       |
|    | Italia (bandiera) | D     | Stefano Di Chiara   |
|    | Italia (bandiera) | D     | Mario Facco         |
|    | Italia (bandiera) | D     | Domenico Labrocca   |
|    | Italia (bandiera) | D     | Luigi Martini       |
|    | Italia (bandiera) | D     | Giancarlo Oddi      |
|    | Italia (bandiera) | D     | Sergio Petrelli     |
|    | Italia (bandiera) | D     | Luigi Polentes      |
|    | Italia (bandiera) | D     | Giuliano Tinaburri  |
|    | Italia (bandiera) | D     | Giuseppe Wilson (C) |
|    | Italia (bandiera) | C     | Salvatore Amato     |
|    | Italia (bandiera) | C     | Sergio Borgo        |

| N. |                   | Ruolo | Calciatore           |
| -- | ----------------- | ----- | -------------------- |
|    | Italia (bandiera) | C     | Giancarlo Ceccarelli |
|    | Italia (bandiera) | C     | Vincenzo D'Amico     |
|    | Italia (bandiera) | C     | Mario Frustalupi     |
|    | Italia (bandiera) | C     | Fausto Inselvini     |
|    | Italia (bandiera) | C     | Pierpaolo Manservisi |
|    | Italia (bandiera) | C     | Ferruccio Mazzola    |
|    | Italia (bandiera) | C     | Franco Nanni         |
|    | Italia (bandiera) | C     | Luciano Re Cecconi   |
|    | Italia (bandiera) | C     | Franco Tripodi       |
|    | Italia (bandiera) | A     | Vito Chimenti        |
|    | Italia (bandiera) | A     | Giorgio Chinaglia    |
|    | Italia (bandiera) | A     | Paolo Franzoni       |
|    | Italia (bandiera) | A     | Renzo Garlaschelli   |

## Calciomercato

### Sessione estiva
| Acquisti | Acquisti          | Acquisti    | Acquisti      |
| R.       | Nome              | da          | Modalità      |
| -------- | ----------------- | ----------- | ------------- |
| D        | Alberto Caroletta | Trani       | fine prestito |
| D        | Domenico Labrocca | Casertana   | fine prestito |
| C        | Sergio Borgo      | Pro Patria  | definitivo    |
| C        | Domenico Masuzzo  | Salernitana | fine prestito |
| C        | Franco Tripodi    | Sulmona     | fine prestito |
| A        | Ezio Castellucci  | Sora        | definitivo    |
| A        | Vito Chimenti     | Matera      | definitivo    |

| Cessioni | Cessioni              | Cessioni      | Cessioni      |
| R.       | Nome                  | a             | Modalità      |
| -------- | --------------------- | ------------- | ------------- |
| P        | Andrea Chini          | Pro Salerno   | definitivo    |
| D        | Alberto Caroletta     | Frosinone     | definitivo    |
| C        | Domenico Masuzzo      | Civitavecchia | prestito      |
| C        | Giambattista Moschino | -             | fine carriera |
| A        | Umberto Catarci       | Como          | definitivo    |
| A        | Francesco Cinquepalmi | Brescia       | definitivo    |
| A        | Giacomo La Rosa       | Palermo       | definitivo    |

### Sessione autunnale
| Acquisti | Acquisti         | Acquisti | Acquisti   |
| R.       | Nome             | da       | Modalità   |
| -------- | ---------------- | -------- | ---------- |
| C        | Fausto Inselvini | Brescia  | definitivo |
| A        | Paolo Franzoni   | Brindisi | definitivo |

| Cessioni | Cessioni      | Cessioni | Cessioni   |
| R.       | Nome          | a        | Modalità   |
| -------- | ------------- | -------- | ---------- |
| A        | Vito Chimenti | Lecco    | definitivo |

## Risultati

### Serie A

#### Girone di andata
| Arbitro: | Michelotti (Parma) |

|  |           |                                              |
|  | Marcatori | 7’ Chinaglia 62’ Re Cecconi 86’ Garlaschelli |

| Arbitro: | Casarin (Milano) |

|            |           |  |
| Wilson 83’ | Marcatori |  |

| Arbitro: | C. Lo Bello (Siracusa) |

|                                         |           |               |
| Altafini 50’ Bettega 62’ Cuccureddu 86’ | Marcatori | 45’ Chinaglia |

| Roma 4 novembre 1973, ore 15:00 CET 4ª giornata | Lazio            | 0 – 0 referto | Fiorentina | Stadio Olimpico\| Arbitro: \| Gonella (Torino) \| |
| Arbitro:                                        | Gonella (Torino) |               |            |                                                   |

| Cesena 18 novembre 1973, ore 15:00 CET 5ª giornata | Cesena           | 0 – 0 referto | Lazio | Stadio La Fiorita\| Arbitro: \| Branzoni (Pavia) \| |
| Arbitro:                                           | Branzoni (Pavia) |               |       |                                                     |

| Arbitro: | Panzino (Catanzaro) |

|               |           |           |
| Chinaglia 28’ | Marcatori | 75’ Bedin |

| Arbitro: | Giunti (Arezzo) |

|  |           |               |
|  | Marcatori | 21’ Chinaglia |

| Arbitro: | Lo Bello (Siracusa) |

|                            |           |               |
| Franzoni 46’ Chinaglia 68’ | Marcatori | 34’ Negrisolo |

| Arbitro: | Michelotti (Parma) |

|               |           |  |
| Chinaglia 76’ | Marcatori |  |

| Arbitro: | Gonella (Torino) |

|  |           |                  |
|  | Marcatori | 36’ Garlaschelli |

| Arbitro: | Ciacci (Firenze) |

|                |           |  |
| Re Cecconi 90’ | Marcatori |  |

| Arbitro: | Motta (Monza) |

|                       |           |                       |
| S. Corradi 52’ (rig.) | Marcatori | 18’, 70’ Garlaschelli |

| Arbitro: | Giunti (Arezzo) |

|  |           |                 |
|  | Marcatori | 55’ F. Graziani |

| Arbitro: | Torelli (Milano) |

|  |           |               |
|  | Marcatori | 86’ Chinaglia |

| Arbitro: | Mascali (Desenzano del Garda) |

|                                                |           |  |
| Garlaschelli 4’ D'Amico 60’ Chinaglia 75’, 89’ | Marcatori |  |

#### Girone di ritorno
| Arbitro: | Branzoni (Pavia) |

|                                                    |           |  |
| Garlaschelli 10’ F. Berni 69’ (aut.) Chinaglia 80’ | Marcatori |  |

| Arbitro: | Gialluisi (Barletta) |

|              |           |  |
| Maraschi 72’ | Marcatori |  |

| Arbitro: | Panzino (Catanzaro) |

|                                           |           |                     |
| Garlaschelli 5’ Chinaglia 27’, 66’ (rig.) | Marcatori | 55’ (rig.) Anastasi |

| Arbitro: | Lo Bello (Siracusa) |

|              |           |                      |
| Desolati 41’ | Marcatori | 64’ (rig.) Chinaglia |

| Arbitro: | Agnolin (Bassano del Grappa) |

|                         |           |  |
| Chinaglia 35’ Nanni 40’ | Marcatori |  |

| Arbitro: | Michelotti (Parma) |

|                                     |           |                  |
| Fedele 5’ Oriali 32’ G. Mariani 69’ | Marcatori | 51’ Garlaschelli |

| Arbitro: | Torelli (Milano) |

|                           |           |  |
| Chinaglia 24’, 80’ (rig.) | Marcatori |  |

| Arbitro: | Gonella (Torino) |

|                     |           |                           |
| F. Pulici 5’ (aut.) | Marcatori | 47’ D'Amico 50’ Chinaglia |

| Arbitro: | Ciacci (Firenze) |

|                                     |           |                                |
| Clerici 18’, 53’ (rig.) Juliano 25’ | Marcatori | 23’, 41’, 63’ (rig.) Chinaglia |

| Arbitro: | Giunti (Arezzo) |

|                                                        |           |                            |
| Bet 8’ (aut.) Garlaschelli 49’ Nanni 76’ Chinaglia 78’ | Marcatori | 25’ Zigoni 43’ (aut.) Oddi |

| Milano 21 aprile 1974, ore 15:00 CEST 26ª giornata | Milan              | 0 – 0 referto | Lazio | Stadio Giuseppe Meazza\| Arbitro: \| Picasso (Chiavari) \| |
| Arbitro:                                           | Picasso (Chiavari) |               |       |                                                            |

| Arbitro: | Bernardis (Milano) |

|                  |           |  |
| Garlaschelli 43’ | Marcatori |  |

| Arbitro: | Gussoni (Tradate) |

|                    |           |               |
| P. Pulici 13’, 43’ | Marcatori | 32’ Chinaglia |

| Arbitro: | Panzino (Catanzaro) |

|                      |           |  |
| Chinaglia 60’ (rig.) | Marcatori |  |

| Arbitro: | Toselli (Cormons) |

|                          |           |                           |
| G. Savoldi 19’ Pecci 45’ | Marcatori | 7’ Petrelli 48’ Chinaglia |

### Coppa Italia

#### Primo turno
| Arbitro: | Levrero (Genova) |

|           |           |  |
| Facco 32’ | Marcatori |  |

| Arbitro: | Toselli (Cormons) |

|                   |           |  |
| Bellotto 46’, 53’ | Marcatori |  |

| Roma 9 settembre 1973, ore 21:00 CEST 3ª giornata | Roma              | 0 – 0 | Lazio | Stadio Olimpico\| Arbitro: \| Gussoni (Tradate) \| |
| Arbitro:                                          | Gussoni (Tradate) |       |       |                                                    |

| 16 settembre 1973 4ª giornata |  | – Turno di riposo LAZIO |  |  |

| Arbitro: | Panzino (Catanzaro) |

|                                                                     |           |  |
| Chinaglia 40’, 51’ Garlaschelli 54’, 81’ Martini 44’ F. Mazzola 88’ | Marcatori |  |

#### Secondo turno
| Arbitro: | Picasso (Chiavari) |

|                         |           |               |
| Scungio 1’ Zaniboni 83’ | Marcatori | 62’ Chinaglia |

| Roma 23 gennaio 1974, ore 15:00 CET 2ª giornata | Lazio             | 0 – 0 | Juventus | Stadio Olimpico\| Arbitro: \| Bernadis (Milano) \| |
| Arbitro:                                        | Bernadis (Milano) |       |          |                                                    |

| Arbitro: | Reggiani (Bologna) |

|                   |           |  |
| Viganò 14’ (aut.) | Marcatori |  |

| Arbitro: | Cantelli (Firenze) |

|                      |           |              |
| Chinaglia 88’ (rig.) | Marcatori | 3’ Tombolato |

| Arbitro: | Lazzaroni (Milano) |

|                            |           |  |
| Bettega 1’, 55’ Causio 75’ | Marcatori |  |

| Arbitro: | Lenardon (Siena) |

|                                |           |  |
| Vanello 43’ S. Magistrelli 49’ | Marcatori |  |

### Coppa UEFA
| Arbitro: | Cassar Naudi |

|                                      |           |  |
| Chinaglia 2’, 22’ (rig.), 25’ (rig.) | Marcatori |  |

| Arbitro: | Biwersi |

|                            |           |                  |
| Isoz 14’, 90’ Barberis 57’ | Marcatori | 10’ Garlaschelli |

| Arbitro: | Loow |

|                            |           |  |
| Whymark 16’, 42’, 47’, 56’ | Marcatori |  |

| Arbitro: | Van der Kroft |

|                                                |           |                                   |
| Garlaschelli 1’ Chinaglia 26’, 83’ (rig.), 86’ | Marcatori | 70’ (rig.) Viljoen 90’ D. Johnson |

## Statistiche

### Statistiche di squadra
| Competizione        | Punti | In casa | In casa | In casa | In casa | In casa | In casa | In trasferta | In trasferta | In trasferta | In trasferta | In trasferta | In trasferta | Totale | Totale | Totale | Totale | Totale | Totale | DR  |
| Competizione        | Punti | G       | V       | N       | P       | Gf      | Gs      | G            | V            | N            | P            | Gf           | Gs           | G      | V      | N      | P      | Gf     | Gs     | DR  |
| ------------------- | ----- | ------- | ------- | ------- | ------- | ------- | ------- | ------------ | ------------ | ------------ | ------------ | ------------ | ------------ | ------ | ------ | ------ | ------ | ------ | ------ | --- |
| Serie A             | 43    | 15      | 12      | 2       | 1       | 26      | 6       | 15           | 6            | 5            | 4            | 19           | 17           | 30     | 18     | 7      | 5      | 45     | 23     | +22 |
| Coppa Italia        | 9     | 5       | 3       | 2       | 0       | 9       | 1       | 5            | 0            | 1            | 4            | 1            | 9            | 10     | 3      | 3      | 4      | 10     | 10     | 0   |
| Coppa UEFA          |       | 2       | 2       | 0       | 0       | 7       | 2       | 2            | 0            | 0            | 2            | 1            | 7            | 4      | 2      | 0      | 2      | 8      | 9      | -1  |
| Campionato Under 23 |       | 12      | 8       | 4       | 0       | 32      | 8       | 13           | 7            | 5            | 1            | 23           | 8            | 25     | 15     | 9      | 1      | 55     | 16     | +39 |
| Totale              |       | 34      | 25      | 8       | 1       | 74      | 17      | 35           | 13           | 11           | 11           | 44           | 41           | 69     | 38     | 19     | 12     | 118    | 58     | +60 |

### Andamento in campionato
| Giornata  | 1 | 2 | 3 | 4 | 5 | 6 | 7 | 8 | 9 | 10 | 11 | 12 | 13 | 14 | 15 | 16 | 17 | 18 | 19 | 20 | 21 | 22 | 23 | 24 | 25 | 26 | 27 | 28 | 29 | 30 |
| --------- | - | - | - | - | - | - | - | - | - | -- | -- | -- | -- | -- | -- | -- | -- | -- | -- | -- | -- | -- | -- | -- | -- | -- | -- | -- | -- | -- |
| Luogo     | T | C | T | C | T | C | T | C | C | T  | C  | T  | C  | T  | C  | C  | T  | C  | T  | C  | T  | C  | T  | T  | C  | T  | C  | T  | C  | T  |
| Risultato | V | V | P | N | N | N | V | V | V | V  | V  | V  | P  | V  | V  | V  | P  | V  | N  | V  | P  | V  | V  | N  | V  | N  | V  | P  | V  | N  |
| Posizione | 1 | 1 | 2 | 3 | 4 | 5 | 4 | 3 | 2 | 1  | 1  | 1  | 2  | 1  | 1  | 1  | 1  | 1  | 1  | 1  | 1  | 1  | 1  | 1  | 1  | 1  | 1  | 1  | 1  | 1  |

Legenda:

Luogo: C = Casa; T = Trasferta. Risultato: V = Vittoria; N = Pareggio; P = Sconfitta.

### Statistiche dei giocatori
Nel conteggio delle reti realizzate si aggiungano due autoreti a favore in campionato e un'autorete a favore in Coppa Italia.
| Giocatore       | Serie A  | Serie A | Serie A     | Serie A    | Coppa Italia | Coppa Italia | Coppa Italia | Coppa Italia | Coppa UEFA | Coppa UEFA | Coppa UEFA  | Coppa UEFA | Campionato Under 23 | Campionato Under 23 | Campionato Under 23 | Campionato Under 23 | Totale   | Totale | Totale      | Totale     |
| Giocatore       | Presenze | Reti    | Ammonizioni | Espulsioni | Presenze     | Reti         | Ammonizioni  | Espulsioni   | Presenze   | Reti       | Ammonizioni | Espulsioni | Presenze            | Reti                | Ammonizioni         | Espulsioni          | Presenze | Reti   | Ammonizioni | Espulsioni |
| --------------- | -------- | ------- | ----------- | ---------- | ------------ | ------------ | ------------ | ------------ | ---------- | ---------- | ----------- | ---------- | ------------------- | ------------------- | ------------------- | ------------------- | -------- | ------ | ----------- | ---------- |
| D. Amadio       | -        | -       | ?           | ?          | -            | -            | ?            | ?            | -          | -          | ?           | ?          | -                   | -                   | ?                   | ?                   | -        | -      | ?           | ?          |
| S. Amato        | -        | -       | ?           | ?          | 1            | 0            | ?            | ?            | -          | -          | ?           | ?          | 12                  | 3                   | ?                   | ?                   | 13       | 3      | ?           | ?          |
| S. Antonelli    | -        | -       | ?           | ?          | -            | -            | ?            | ?            | -          | -          | ?           | ?          | -                   | -                   | ?                   | ?                   | -        | -      | ?           | ?          |
| G. Avagliano    | -        | -       | ?           | ?          | -            | -            | ?            | ?            | -          | -          | ?           | ?          | 5                   | -7                  | ?                   | ?                   | 5        | -7     | ?           | ?          |
| S. Borgo        | 1        | 0       | ?           | ?          | 2            | 0            | ?            | ?            | -          | -          | ?           | ?          | 21                  | 2                   | ?                   | ?                   | 24       | 2      | ?           | ?          |
| M. Cari         | -        | -       | ?           | ?          | -            | -            | ?            | ?            | -          | -          | ?           | ?          | -                   | -                   | ?                   | ?                   | -        | -      | ?           | ?          |
| E. Castellucci  | -        | -       | ?           | ?          | -            | -            | ?            | ?            | -          | -          | ?           | ?          | 9                   | 1                   | ?                   | ?                   | 9        | 1      | ?           | ?          |
| G. Ceccarelli   | -        | -       | ?           | ?          | 1            | 0            | ?            | ?            | -          | -          | ?           | ?          | 15                  | 2                   | ?                   | ?                   | 16       | 2      | ?           | ?          |
| V. Chimenti     | -        | -       | ?           | ?          | -            | -            | ?            | ?            | -          | -          | ?           | ?          | 1                   | 1                   | ?                   | ?                   | 1        | 1      | ?           | ?          |
| G. Chinaglia    | 30       | 24      | ?           | ?          | 8            | 4            | ?            | ?            | 4          | 6          | ?           | ?          | -                   | -                   | ?                   | ?                   | 42       | 34     | ?           | ?          |
| A. Chirra       | -        | -       | ?           | ?          | -            | -            | ?            | ?            | -          | -          | ?           | ?          | 6                   | 0                   | ?                   | ?                   | 6        | 0      | ?           | ?          |
| A. Coletta      | -        | -       | ?           | ?          | -            | -            | ?            | ?            | -          | -          | ?           | ?          | 1                   | 0                   | ?                   | ?                   | 1        | 0      | ?           | ?          |
| V. D'Amico      | 27       | 2       | ?           | ?          | 6            | 0            | ?            | ?            | 3          | 0          | ?           | ?          | 9                   | 6                   | ?                   | ?                   | 45       | 8      | ?           | ?          |
| S. Dariol       | -        | -       | ?           | ?          | -            | -            | ?            | ?            | -          | -          | ?           | ?          | -                   | -                   | ?                   | ?                   | -        | -      | ?           | ?          |
| S. Di Chiara    | -        | -       | ?           | ?          | 1            | 0            | ?            | ?            | -          | -          | ?           | ?          | 19                  | 0                   | ?                   | ?                   | 20       | 0      | ?           | ?          |
| M. Facco        | 6        | 0       | ?           | ?          | 7            | 1            | ?            | ?            | 2          | 0          | ?           | ?          | 14                  | 1                   | ?                   | ?                   | 29       | 2      | ?           | ?          |
| P. Franzoni     | 10       | 1       | ?           | ?          | 6            | 0            | ?            | ?            | -          | -          | ?           | ?          | 22                  | 14                  | ?                   | ?                   | 38       | 15     | ?           | ?          |
| M. Frustalupi   | 30       | 0       | ?           | ?          | 6            | 0            | ?            | ?            | 4          | 0          | ?           | ?          | -                   | -                   | ?                   | ?                   | 40       | 0      | ?           | ?          |
| R. Garlaschelli | 29       | 10      | ?           | ?          | 6            | 2            | ?            | ?            | 4          | 2          | ?           | ?          | 3                   | 1                   | ?                   | ?                   | 42       | 15     | ?           | ?          |
| B. Giordano     | -        | -       | ?           | ?          | -            | -            | ?            | ?            | -          | -          | ?           | ?          | 1                   | 1                   | ?                   | ?                   | 1        | 1      | ?           | ?          |
| F. Inselvini    | 11       | 0       | ?           | ?          | 8            | 0            | ?            | ?            | 2          | 0          | ?           | ?          | 20                  | 3                   | ?                   | ?                   | 41       | 3      | ?           | ?          |
| D. Labrocca     | -        | -       | ?           | ?          | -            | -            | ?            | ?            | -          | -          | ?           | ?          | 20                  | 1                   | ?                   | ?                   | 20       | 1      | ?           | ?          |
| L. Manfredonia  | -        | -       | ?           | ?          | -            | -            | ?            | ?            | -          | -          | ?           | ?          | 1                   | 0                   | ?                   | ?                   | 1        | 0      | ?           | ?          |
| P. Manservisi   | 4        | 0       | ?           | ?          | 7            | 0            | ?            | ?            | 2          | 0          | ?           | ?          | 15                  | 5                   | ?                   | ?                   | 28       | 5      | ?           | ?          |
| L. Martini      | 28       | 0       | ?           | ?          | 7            | 1            | ?            | ?            | 4          | 0          | ?           | ?          | 2                   | 1                   | ?                   | ?                   | 41       | 2      | ?           | ?          |
| F. Mazzola      | -        | -       | ?           | ?          | 5            | 1            | ?            | ?            | 1          | 0          | ?           | ?          | 9                   | 6                   | ?                   | ?                   | 15       | 7      | ?           | ?          |
| A. Moriggi      | -        | -       | ?           | ?          | 5            | -8           | ?            | ?            | -          | -          | ?           | ?          | 20                  | -9                  | ?                   | ?                   | 25       | -17    | ?           | ?          |
| F. Nanni        | 30       | 2       | ?           | ?          | 8            | 0            | ?            | ?            | 4          | 0          | ?           | ?          | 6                   | 2                   | ?                   | ?                   | 48       | 4      | ?           | ?          |
| G. Oddi         | 30       | 0       | ?           | ?          | 8            | 0            | ?            | ?            | 4          | 0          | ?           | ?          | 3                   | 0                   | ?                   | ?                   | 45       | 0      | ?           | ?          |
| G. Paris        | -        | -       | ?           | ?          | -            | -            | ?            | ?            | -          | -          | ?           | ?          | -                   | -                   | ?                   | ?                   | -        | -      | ?           | ?          |
| S. Petrelli     | 22       | 1       | ?           | ?          | 5            | 0            | ?            | ?            | 4          | 0          | ?           | ?          | 3                   | 1                   | ?                   | ?                   | 34       | 2      | ?           | ?          |
| L. Polentes     | 9        | 0       | ?           | ?          | 4            | 0            | ?            | ?            | -          | -          | ?           | ?          | 15                  | 1                   | ?                   | ?                   | 28       | 1      | ?           | ?          |
| F. Pulici       | 30       | -23     | ?           | ?          | 5            | -2           | ?            | ?            | 4          | -9         | ?           | ?          | -                   | -                   | ?                   | ?                   | 39       | -34    | ?           | ?          |
| L. Re Cecconi   | 23       | 2       | ?           | ?          | 7            | 0            | ?            | ?            | 4          | 0          | ?           | ?          | 2                   | 1                   | ?                   | ?                   | 36       | 3      | ?           | ?          |
| A. Rezzonico    | -        | -       | ?           | ?          | -            | -            | ?            | ?            | -          | -          | ?           | ?          | -                   | -                   | ?                   | ?                   | -        | -      | ?           | ?          |
| G. Rosati       | -        | -       | ?           | ?          | -            | -            | ?            | ?            | -          | -          | ?           | ?          | 1                   | 0                   | ?                   | ?                   | 1        | 0      | ?           | ?          |
| G. Sambucco     | -        | -       | ?           | ?          | -            | -            | ?            | ?            | -          | -          | ?           | ?          | 1                   | 0                   | ?                   | ?                   | 1        | 0      | ?           | ?          |
| R. Sesena       | -        | -       | ?           | ?          | -            | -            | ?            | ?            | -          | -          | ?           | ?          | 2                   | 0                   | ?                   | ?                   | 2        | 0      | ?           | ?          |
| G. Tinaburri    | -        | -       | ?           | ?          | 1            | 0            | ?            | ?            | -          | -          | ?           | ?          | 12                  | 0                   | ?                   | ?                   | 13       | 0      | ?           | ?          |
| F. Tripodi      | 1        | 0       | ?           | ?          | 2            | 0            | ?            | ?            | -          | -          | ?           | ?          | 22                  | 2                   | ?                   | ?                   | 25       | 2      | ?           | ?          |
| V. Trobiani     | -        | -       | ?           | ?          | -            | -            | ?            | ?            | -          | -          | ?           | ?          | 11                  | 0                   | ?                   | ?                   | 11       | 0      | ?           | ?          |
| L. Troiani      | -        | -       | ?           | ?          | -            | -            | ?            | ?            | -          | -          | ?           | ?          | 1                   | 0                   | ?                   | ?                   | 1        | 0      | ?           | ?          |
| G. Wilson       | 30       | 1       | ?           | ?          | 8            | 0            | ?            | ?            | 4          | 0          | ?           | ?          | -                   | -                   | ?                   | ?                   | 42       | 1      | ?           | ?          |

## Riserve
La squadra riserve della Lazio ha disputato nella stagione 1973-1974 il Campionato Under 23.

### Rosa
| N. |                   | Ruolo | Calciatore         |
| -- | ----------------- | ----- | ------------------ |
|    | Italia (bandiera) | P     | Giuseppe Avagliano |
|    | Italia (bandiera) | P     | Marco Cari         |
|    | Italia (bandiera) | P     | Avelino Moriggi    |
|    | Italia (bandiera) | P     | Alvaro Rezzonico   |
|    | Italia (bandiera) | D     | Sergio Antonelli   |
|    | Italia (bandiera) | D     | Sergio Dariol      |
|    | Italia (bandiera) | D     | Stefano Di Chiara  |
|    | Italia (bandiera) | D     | Mario Facco        |
|    | Italia (bandiera) | D     | Domenico Labrocca  |
|    | Italia (bandiera) | D     | Luigi Martini      |
|    | Italia (bandiera) | D     | Giancarlo Oddi     |
|    | Italia (bandiera) | D     | Giustino Paris     |
|    | Italia (bandiera) | D     | Sergio Petrelli    |
|    | Italia (bandiera) | D     | Luigi Polentes     |
|    | Italia (bandiera) | D     | Giovanni Rosati    |
|    | Italia (bandiera) | D     | Giovanni Sambucco  |
|    | Italia (bandiera) | D     | Roberto Sesena     |
|    | Italia (bandiera) | D     | Giuliano Tinaburri |
|    | Italia (bandiera) | D     | Vito Trobiani      |
|    | Italia (bandiera) | C     | Salvatore Amato    |

| N. |                   | Ruolo | Calciatore           |
| -- | ----------------- | ----- | -------------------- |
|    | Italia (bandiera) | C     | Sergio Borgo         |
|    | Italia (bandiera) | C     | Giancarlo Ceccarelli |
|    | Italia (bandiera) | C     | Vincenzo D'Amico     |
|    | Italia (bandiera) | C     | Fausto Inselvini     |
|    | Italia (bandiera) | C     | Lionello Manfredonia |
|    | Italia (bandiera) | C     | Pierpaolo Manservisi |
|    | Italia (bandiera) | C     | Ferruccio Mazzola    |
|    | Italia (bandiera) | C     | Franco Nanni         |
|    | Italia (bandiera) | C     | Luciano Re Cecconi   |
|    | Italia (bandiera) | C     | Franco Tripodi       |
|    | Italia (bandiera) | C     | Luca Troiani         |
|    | Italia (bandiera) | A     | Doriano Amadio       |
|    | Italia (bandiera) | A     | Ezio Castellucci     |
|    | Italia (bandiera) | A     | Vito Chimenti        |
|    | Italia (bandiera) | A     | Armando Chirra       |
|    | Italia (bandiera) | A     | Armando Coletta      |
|    | Italia (bandiera) | A     | Paolo Franzoni       |
|    | Italia (bandiera) | A     | Bruno Giordano       |
|    | Italia (bandiera) | A     | Renzo Garlaschelli   |